# Miss USA 2020
Miss USA 2020 foi a 69° edição do concurso Miss USA. A competição foi  realizada no dia 9 de novembro de 2020, no The Soundstage, espaço situado dentro do Complexo de Graceland, local que pertenceu a Elvis Presley e que está localizado na cidade de Memphis, no Tennessee.
Akbar Gbaja e Allie LaForce serviram como anfitriões, e Cheslie Kryst e Christian Murphy ficaram como comentaristas nos bastidores, e a apresentação ficou por Haley Reinhart. Cheslie Kryst da Carolina do Norte coroou Aysla Branch de Mississippi como sua sucessora no final do evento. Está foi a primeira vez que o estado do Mississippi ganhou o concurso Miss EUA. Branch representou os Estados Unidos no Miss Universo 2020.
FYI serviu como a nova emissora do concurso, substituindo a Fox, que transmitia o concurso desde 2016. O show também foi retransmitido em 18 de novembro de 2020 no YouTube.
Esta será a terceira vez consecutiva desde 2018 em que o concurso será realizado simultaneamente com o Miss Teen USA, cuja final será realizada dois dias antes.
Tal como o ocorrido no Miss Universo 2019, a competição de 2020 marcou com a estreia de uma nova coroa, feita pela joalheria de luxo suíço-emirati Mouawad, aposentando definitivamente uma das três coroas Mikimoto usadas no Miss Universo, Miss USA e Miss Teen USA entre 2002 e 2019. Esta foi a ultima Miss EUA a ser organizada pela Organização Miss Universo, será liderada por outra organização a partir do Miss USA 2021.

## Mudança de emissora
No mesmo dia que anunciou oficialmente a sede, no dia 31 de agosto, a Organização Miss Universo também divulgou em seu vídeo promocional que neste ano a transmissão do concurso será feita pelo canal fechado FYI (anteriormente conhecido como bio.). Assim, esta será a primeira vez desde o Miss USA 2015 em que o concurso não será transmitido por um canal aberto. Devido a baixa disponibilidade do canal nas operadoras de televisão a cabo, ainda não se sabe se a Organização Miss Universo irá liberar a transmissão para um serviço de streaming.
Originalmente esta edição estava marcada para maio, mas com as incertezas relacionadas com o evento deste ano devido a pandemia de COVID-19, a Fox abriu mão da transmissão. Ainda não há informações se a parceria relativa ao Miss USA com a Fox continua em 2021.

## O concurso

### Localização

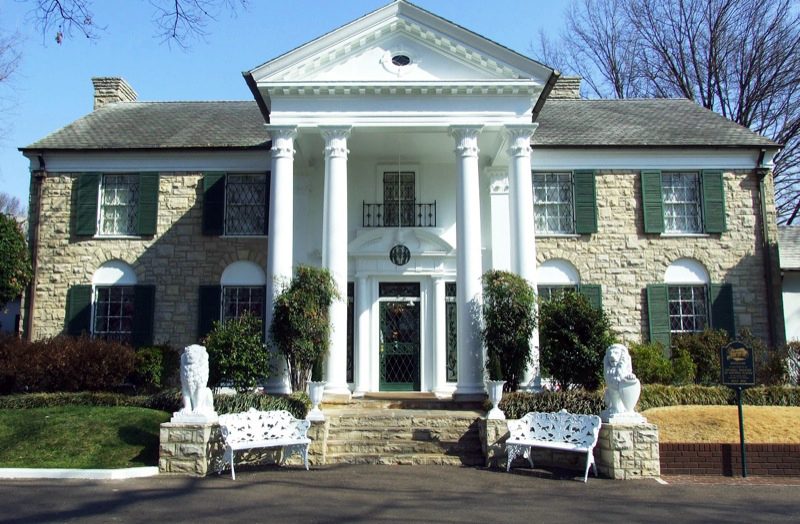
Graceland em Memphis, Tennessee, sede da competição Miss USA 2020.

Em 30 de agosto de 2020, Graceland anunciou em sua programação que a competição seria realizada em 9 de novembro de 2020 em suas instalações em Memphis, Tennessee. A MUO mais tarde confirmou que a competição seria sediada em Graceland no dia seguinte . Está foi a primeira vez desde o Miss USA 1983, que o estado de Tennessee foi anfitrião do concurso.

### Seleção das candidatas
Candidatas dos 50 estados e do Distrito de Columbia foram selecionadas em concursos estaduais que começaram em setembro de 2019 e terminaram em fevereiro de 2020. O primeiro concurso estadual foi o Miss Texas, realizado em 1º de setembro de 2019, e o último foi o de Miss Kentucky, em 1º de fevereiro de 2020. Das 51 candidatas, nove venceram etapas estaduais do Miss Teen USA em anos anteriores, seis já participaram do Miss América e uma é a Miss Terra USA 2017.

### Pandemia de Covid-19
O concurso, que deveria ter acontecido em maio, foi prorrogado devido a pandemia de COVID-19 e no dia do anúncio da sede, Paula Shugart, presidente da Organização Miss Universo anunciou também que trabalharia de forma conjunta com as autoridades de Memphis e do Tenneessee para que os protocolos de segurança fossem estritamente cumpridos.
Ao mesmo tempo do anúncio, os administradores de Graceland anunciaram que o uso de máscaras e a medição de temperatura corporal também fariam parte das medidas de proteção durante o concurso.

### Venda dos ingressos
Segundo o site especializado em negócios da Fox,o Fox Business,o interesse registrado nesta edição foi recorde com os  ingressos vendidos no site oficial esgotados em menos de cinco minutos após a abertura das bilheterias e do site de vendas. O porta-voz de Graceland também divulgou que existe uma gigantesca lista de espera,estimada em mais de cinco vezes o número de lugares disponíveis na arena.

### Rodada Preliminar
Antes da competição final, as candidatas competiram na competição preliminar, onde competiram em trajes de banho e vestidos de noite. Foi realizado em 6 de novembro no Graceland Exhibition Center em Memphis, foi apresentado por Christian Murphy e Cheslie Kryst.

### Final
Pela primeira vez desde o Miss USA 2012, o número de finalistas aumentou pra 16, em que nos anos anteriores o top era formado por 15 finalistas. A décima sexta finalista foi determinada pelo voto popular, por meio de uma votação online. Durante a competição final, as dezesseis finalistas competiram em traje de banho o as 10 finalistas em vestidos de noite, As 5 finalistas voltou pela primeira vez desde o Miss USA 2015 onde competiram em duas rodadas de perguntas. A vencedora e a segunda vice-campeã foram elegidas pelo painel de juízes.

### Jurados
- Carolyn Aronson - Empresária e Cabelereira
- Lynnette Cole - Miss USA 2000
- Abby Hornacek - Jornalista do Fox Nation e personalidade de mídia
- Glória Mayfield Banks - Palestrante motivacional, autora e empreendedora.
- Kimberly Pressler - Miss EUA 1999
- Susan Yara - Empresária e personalidade de mídia social

| Resultados finais | Candidata |
| ----------------- | --- |
| Miss EUA 2020     | - Mississippi - Asya Branch |
| 1º vice-campeão   | - Idaho - Kim Layne |
| 2º vice-campeão   | - Oklahoma - Mariah Jane Davis |
| 3º vice-campeão   | - Indiana - Alexis Lete |
| 4º vice-campeão   | - Alabama - Kelly Hutchinson |
| Top 10            | - Califórnia - Allyshia Gupta - Havaí - Samantha Neyland - Illinois - Olivia Pura - Nova Jérsei - Gina Mellish - Nova Iorque - Andreia Gibau                                          |
| Top 16            | - Distrito de Colúmbia - Cierra Jackson - Geórgia - Alyssa Beasley - Luisiana - Mariah Clayton - Missouri - Megan Renee Kelly - Nevada - Victoria Olana § - Ohio - Sthephanie Miranda |

§ Classificada pelo voto popular.

### Prêmio Especial
| Prêmio        | Candidata                     |
| ------------- | ----------------------------- |
| Miss Simpatia | - Washington - Imani Blackmon |

## Candidatas
51 candidatas estão confirmadas.
| Estado               | Candidata             | Idade | Cidade Natal     | Colocação      | Notas |
| -------------------- | --------------------- | ----- | ---------------- | -------------- | --- |
| Alabama              | Kelly Hutchinson      | 23    | Auburn           | 4º Vice-Campeã | Anteriormente Miss Teen Georgia's Outstanding 2013 |
| Alasca               | Hannah Carlile        | 25    | Fairbanks        |                | |
| Arizona              | Yesenia Vidales       | 24    | Phoenix          |                | |
| Arkansas             | Haley Rose Pontius    | 24    | Houston          |                | |
| Califórnia           | Allyshia Gupta        | 26    | Los Angeles      | Top 10         | |
| Colorado             | Emily DeMure          | 22    | Boulder          |                | |
| Connecticut          | Chelsea Demby         | 23    | Farmington       |                | |
| Carolina do Norte    | Jane Axhoj            | 22    | Waxhaw           |                | Anteriormente Miss Teen Carolina do Norte EUA 2015 |
| Carolina do Sul      | Hannah Jane Curry     | 21    | Greer            |                | |
| Delaware             | Katie Guevarra        | 27    | Middletown       |                | |
| Dakota do Norte      | Macy Christianson     | 23    | Minot            |                | Anteriormente Miss Dakota do Norte |
| Dakota do Sul        | Kalani Jorgensen      | 26    | Sioux Falls      |                | Anteriormente Miss Dakota do Sul Teen EUA 2012 |
| Distrito de Colúmbia | Cierra Jackson        | 28    | Washington, D.C. | Top 16         | Anteriormente Miss Distrito de Colúmbia 2016 |
| Flórida              | Monique Evans         | 28    | Naples           |                | Anteriormente Miss Texas 2014 |
| Georgia              | Alyssa Beasley        | 22    | Brunswick        | Top 16         | Anteriormente Miss Georgia 2017 |
| Havaí                | Samantha Neyland      | 24    | Honolulu         | Top 10         | Anteriormente Miss Havaí Teen EUA 2013 |
| Idaho                | Kim Layne             | 25    | Nampa            | 1º Vice-Campeã | Anteriormente Miss Idaho Teen EUA 2012 |
| Illinois             | Olivia Pura           | 22    | Deer Park        | Top 10         | Anteriormente Miss Illinois Teen EUA 2016 |
| Indiana              | Alexis Lete           | 23    | New Albany       | 3º Vice-Campeã | |
| Iowa                 | Morgan Kofoid         | 23    | Leon             |                | Anteriormente Miss Iowa Teen EUA 2013 |
| Kansas               | Hayden Brax           | 21    | Kansas City      |                | |
| Kentucky             | Lexie Iles            | 23    | Louisville       |                | |
| Luisiana             | Mariah Clayton        | 24    | Zachary          | Top 16         | |
| Maine                | Julia Van Steenberghe | 21    | Oldtown          |                | |
| Maryland             | Taelyr Robinson       | 27    | Annapolis        |                | Estrelou em The Vinetard |
| Massachusetts        | Sabrina Victor        | 23    | Brockton         |                | |
| Michigan             | Chanel Johnson        | 24    | Southfield       |                | |
| Minnesota            | Taylor Fondie         | 22    | Ham Lake         |                | |
| Mississippi          | Asya Branch           | 22    | Booneville       | Miss EUA 2020  | Primeira Miss Afro-Americana Mississippi EUA; anteriormente Miss Mississippi 2018 |
| Missouri             | Megan Kelly           | 23    | Seymour          | Top 16         | |
| Montana              | Merissa Underwood     | 27    | Bozeman          |                | |
| Nebraska             | Megan Swanson         | 27    | Omaha            |                | |
| Nevada               | Victoria Olona        | 26    | Paradise         | Top 16         | |
| Nova Hampshire       | Alyssa Fernandes      | 25    | Merrimack        |                | |
| Nova Jérsei          | Gina Mellish          | 21    | Oceanport        | Top 10         | Anteriormente Miss Nova Jersey Teen EUA 2016 |
| Novo México          | Cecilia Rodriguez     | 27    | South Valley     |                | |
| Nova Iorque          | Andreia Gibau         | 24    | Brooklyn         | Top 10         | Anteriormente Miss Terra Estados Unidos 2017 |
| Ohio                 | Stephanie Miranda     | 26    | Campbell         |                | Nasceu em Porto Rico |
| Oklahoma             | Mariah Davis          | 24    | Moore            |                | |
| Oregon               | Katerina Villegas     | 27    | Hillsboro        |                | |
| Pensilvânia          | Victoria Piekut       | 24    | Irwin            |                | |
| Rhode Island         | Jonét Nichelle        | 25    | Providence       |                | Ex - New England Patriots |
| Tennessee            | Justice Enlow         | 26    | Nashville        |                | |
| Texas                | Taylor Kessler        | 23    | Houston          |                | |
| Utah                 | Rachel Slawson        | 26    | Park City        |                | Primeira mulher abertamente LGBT a competir no Miss EUA |
| Vermont              | Shannah Weller        | 24    | Middlebury       |                | |
| Virgínia             | Susie Evans           | 26    | Poquoson         |                | Anteriormente Miss Vírginia Teen EUA 2011 |
| Virgínia Ocidental   | Charlotte Bellotte    | 25    | Charles Town     |                | |
| Washington           | Imani Blackmon        | 25    | Tacoma           |                | Anteriormente Miss Washington Teen EUA 2013 |
| Wisconsin            | Gabriella Deyi        | 28    | Madison          |                | |
| Wyonming             | Lexi Revelli          | 26    | Lyman            |                | Originalmente vice-campeã, mas assumiu o título despois que a vencedora Katie Bozner renúnciou o título três semanas antes da competição Miss EUA devido as suas obrigações acadêmicas. |

## Crossovers
Concorrentes que anteriormente competiram em outros concursos de beleza:
Miss Grand International
- 2017:  Texas: Taylor Kessler (como Estados Unidos)

Miss Teen USA
- 2011:  Virgínia: Susie Evans
- 2012:  Dakota do Sul: Kalani Jorgensen
- 2012:  Idaho: Kim Layne
- 2013:  Havaí: Samantha Neyland (Top 15)
- 2013:  Iowa: Morgan Kofoid
- 2013:  Washington: Imani Blackmon
- 2015:  Carolina do Norte: Jane Axhoj (2.ª colocada)
- 2016:  Illinois: Olivia Pura (Top 15)
- 2016:  Nova Jérsei: Gina Mellish

Miss América
- 2015:  Flórida: Monique Evans (como Texas; Top 16)
- 2015:  Nebraska: Megan Swanson
- 2017:  Dakota do Norte: Macy Christianson
- 2017:  Distrito de Colúmbia: Cierra Jackson
- 2018:  Geórgia: Alyssa Beasley (Top 12)
- 2019:  Mississippi: Asya Branch

Miss Mundo America
- 2017:  Oregon: Katerina Villegas (como California; Top 16)

Miss Terra
- 2017:  Nova Iorque: Andreia Gibau (como Massachusetts)